# Estellencs

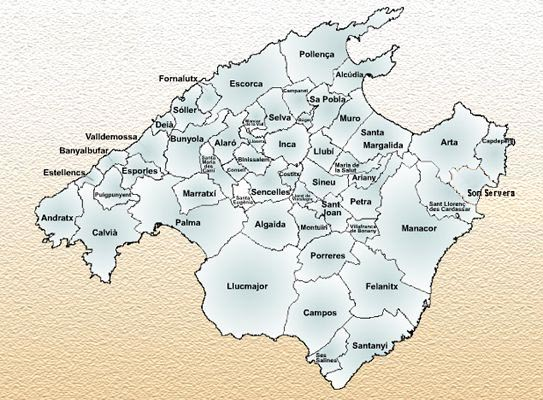
Bản đồ: Estellencs giáp với Andratx, Calvià, Puigpunyent và Banyalbufar

Estellencs là một đô thị trên đảo Mallorca, thuộc quần đảo Baleares, Tây Ban Nha.